# Victor Costache
Victor Sebastian Costache (n. 18 martie 1974, Iași, România) este un chirurg român și fost ministru al sănătății în guvernul Ludovic Orban.
A lucrat în spitale din Marea Britanie, Danemarca, Germania, Canada și Statele Unite. A fost ministru al sănătății începând cu 4 noiembrie 2019. În data de 26 martie 2020 a demisionat.
Este membru al Academiei Naționale de Chirurgie din Franța.